# Pallacanestro Virtus Roma 2017-2018
Questa voce raccoglie le informazioni riguardanti la Pallacanestro Virtus Roma nelle competizioni ufficiali della stagione 2017-2018.

## Stagione
La stagione 2017-2018 della Pallacanestro Virtus Roma è la 5ª nel campionato cadetto italiano di pallacanestro, la Serie A2, per la squadra capitolina.
L'annata vede il cambio degli americani: via Raffa e Brown, dentro Aaron Thomas e Lee Roberts. Esce di scena anche Sandri, che Guido Bagatta chiama a Siena, mentre arrivano Nicolò Basile da Pesaro e Alessio Donadoni (che verrà poi girato a Ferrara) da una serie di try-out svolti dopo la fine della stagione precedente. I problemi, però, cominciano fin da subito: tre sconfitte nelle prime tre partite, che diventano rapidamente sei nelle prime otto. Ne fa le spese Fabio Corbani, che viene sostituito da Luca Bechi, il cui avvio è bagnato da un -17 a Cagliari e da un -29 ad Agrigento che portano la Virtus al punto più basso da quasi quarant'anni: ultimo posto nel proprio girone di A2. Anche se la situazione migliora con alcune vittorie di valore in casa, è in trasferta che la squadra non gira: a fine anno le vittorie fuori casa saranno appena due, a Trapani e a Treviglio. Dopo che anche Bechi non è riuscito a invertire la rotta, viene chiamato qualcuno che l'ambiente romano lo conosce, e bene: è Piero Bucchi, di ritorno dopo oltre 13 anni dall'ultima partita da tecnico della Virtus. Restano sette partite da giocare, per evitare i playout servono varie vittorie (mentre Reggio Calabria finisce in B per megapenalizzazione subita dalla Corte Federale a seguito di un grave scandalo di fidejussioni dichiarate, ma in realtà mai giunte in sede LNP. Bucchi esordisce perdendo contro Cagliari, ma arrivano poi le vittorie contro Agrigento e a Treviglio. L'incontro contro l'Eurobasket, tuttavia, vede scendere in campo la peggiore Virtus della stagione: il -9 con distrazione finale è, di fatto, la pietra tombale sulle speranze virtussine di evitare i playout, cui la squadra si ritrova coinvolta per la seconda volta in tre anni. Allo scopo di evitare guai peggiori, vengono chiamati prima Demian Filloy per sopperire a un'incredibile serie di infortuni dei lunghi, poi Davide Parente da Torino e infine Davide Raucci da Cantù. La serie contro Roseto inizia sotto queste premesse, oltre a quella che, a differenza del 2016, le due serie di playout si svolgono al meglio delle due gare su tre. Viene sempre rispettato il fattore campo, anche se non senza battaglia in ogni incontro: la Virtus riesce a rimanere in Serie A2.

## Roster
| Virtus Roma 2017-18 | Virtus Roma 2017-18 |
| Giocatori           | Staff tecnico       |
| ------------------- | ------------------- |

| N. | Naz.                                     | Ruolo | Nome                 | Anno | Alt.   | Peso   |  |
| -- | ---------------------------------------- | ----- | -------------------- | ---- | ------ | ------ |  |
| 3  | Italia (bandiera)                        | AG    | Gabriele Benetti     | 1995 | 200 cm | 94 kg  |  |
| 5  | Italia (bandiera)                        | P     | Nicolò Basile        | 1995 | 189 cm | 83 kg  |  |
| 9  | Italia (bandiera)                        | AP    | Giuliano Maresca (C) | 1981 | 192 cm | 86 kg  |  |
| 10 | Italia (bandiera)                        | G     | Massimo Chessa       | 1988 | 188 cm | 80 kg  |  |
| 13 | Italia (bandiera)                        | P     | Tommaso Baldasso     | 1998 | 191 cm | 88 kg  |  |
| 14 | Italia (bandiera)                        | AP    | Edoardo Lucarelli    | 1999 | 193 cm | 83 kg  |  |
| 15 | Italia (bandiera)                        | AG    | Aristide Landi       | 1994 | 203 cm | 107 kg |  |
| 16 | Italia (bandiera)                        | AP    | Alessio Donadoni     | 1997 | 197 cm | 82 kg  |  |
| 20 | Italia (bandiera)                        | C     | Jacopo Vedovato      | 1995 | 204 cm | 100 kg |  |
| 22 | Argentina (bandiera) · Italia (bandiera) | A     | Demián Filloy        | 1982 | 198 cm | 95 kg  |  |
| 24 | Stati Uniti (bandiera)                   | C     | Lee Roberts          | 1987 | 201 cm | 103 kg |  |
| 25 | Stati Uniti (bandiera)                   | AP    | Aaron Thomas         | 1991 | 196 cm | 88 kg  |  |
| 29 | Italia (bandiera)                        | G     | Daniel Spizzichino   | 1999 | 187 cm | 74 kg  |  |
| 30 | Italia (bandiera)                        | P     | Davide Parente       | 1983 | 187 cm | 85 kg  |  |
| 30 | Italia (bandiera)                        | P     | Vincenzo Taddeo      | 2000 | 191 cm |        |  |
| 31 | Italia (bandiera)                        | PG    | Stefano Rubinetti    | 1998 | 190 cm | 80 kg  |  |
| 32 | Camerun (bandiera) · Italia (bandiera)   | C     | Bertrand Ndzie       | 1999 | 203 cm | 103 kg |  |
| 32 | Italia (bandiera)                        | A     | Davide Raucci        | 1990 | 198 cm | 106 kg |  |

| Allenatore                                                                                       |
| - Fabio Corbani (fino al 21 novembre) - Luca Bechi (fino al 4 marzo) - Piero Bucchi              |
| Assistente/i                                                                                     |
| - Riccardo Esposito - Umberto Zanchi Legenda - (C) Capitano - (IN) Inattivo - Infortunato Roster |

## Mercato

### Sessione estiva
| Acquisti | Acquisti          | Acquisti         | Acquisti   | Acquisti |
| R.       | Nome              | da               | Modalità   |          |
| -------- | ----------------- | ---------------- | ---------- | -------- |
| P        | Nicolò Basile     | Scaligera Verona | definitivo |          |
| AP       | Alessio Donadoni  | Rekico Faenza    | definitivo |          |
| AP       | Edoardo Lucarelli | Vis Nova Roma    | definitivo |          |
| C        | Lee Roberts       | Perth Redbacks   | definitivo |          |
| AP       | Aaron Thomas      | Windy City Bulls | definitivo |          |
| P        | Vincenzo Taddeo   | Reyer Venezia    | definitivo |          |

| Cessioni | Cessioni        | Cessioni         | Cessioni   | Cessioni |
| R.       | Nome            | a                | Modalità   |          |
| -------- | --------------- | ---------------- | ---------- | -------- |
| C        | John Brown      | Universo Treviso | definitivo |          |
| P        | Anthony Raffa   | G.M. OrziBasket  | definitivo |          |
| G        | Yuri Piccolo    | Vis Nova Roma    | definitivo |          |
| P        | Valerio Lentini | Pall. Ciriè      | definitivo |          |
| A        | Daniele Sandri  | Mens Sana Siena  | definitivo |          |

### Dopo l'inizio della stagione
| Acquisti | Acquisti       | Acquisti        | Acquisti   | Acquisti |
| R.       | Nome           | da              | Modalità   |          |
| -------- | -------------- | --------------- | ---------- | -------- |
| A        | Davide Raucci  | Pall. Cantù     | definitivo |          |
| A        | Demián Filloy  |                 | svincolato |          |
| P        | Davide Parente | Auxilium Torino | definitivo |          |

| Cessioni | Cessioni         | Cessioni     | Cessioni   | Cessioni |
| R.       | Nome             | a            | Modalità   |          |
| -------- | ---------------- | ------------ | ---------- | -------- |
| AP       | Alessio Donadoni | Kleb Ferrara | definitivo |          |

## Risultati

### Serie A2

#### Regular season

##### Girone di andata
| Arbitri: | E. Bartoli (Trieste) G. Dori (Mirano, VE) M. Almerigogna (Trieste) |

|                     |            |           |
| Roberts 17          | Punti      | 22 Raivio |
| Baldasso, Maresca 2 | Assist     | 4 Raivio  |
| Thomas 11           | Rimbalzi   | 8 Raivio  |
| Corbani             | Allenatori | Ferrari   |

| Arbitri: | non associato F. Ferretti (Sant'Omero, TE) P. Puccini (Genova) |

|           |            |            |
| Pacher 31 | Punti      | 16 Roberts |
| Roberts 3 | Assist     | 4 Chessa   |
| Pacher 15 | Rimbalzi   | 7 Landi    |
| Calvani   | Allenatori | Corbani    |

| Arbitri: | M. Moretti (Marsciano, PG) R. Radaelli (Rho, MI) M. Vita (Ancona) |

|                    |            |                        |
| Roberts 29         | Punti      | 27 Sherrod             |
| Baldasso, Chessa 5 | Assist     | 6 Spizzichini          |
| Roberts 5          | Rimbalzi   | 4 Ranuzzi, Santiangeli |
| Corbani            | Allenatori | Perdichizzi            |

| Arbitri: | N. Beneduce (Caserta) non associato S. Patti (Siracusa) |

|                 |            |            |
| Perry 21        | Punti      | 21 Thomas  |
| tre giocatori 2 | Assist     | 6 Baldasso |
| Ganeto 7        | Rimbalzi   | 12 Roberts |
| Ducarello       | Allenatori | Corbani    |

| Arbitri: | D. Foti (Milano) M. Rudellat (Nuoro) M. Catani (Chieti) |

|           |            |            |
| Thomas 35 | Punti      | 30 Johnson |
| Thomas 6  | Assist     | 2 Sorokas  |
| Roberts 8 | Rimbalzi   | 9 Garri    |
| Corbani   | Allenatori | Pansa      |

| Arbitri: | F. Terranova (Ragusa) A. Saraceni (Bologna) A. Azami (Bologna) |

|                   |            |              |
| Thomas 19         | Punti      | 20 Sanders   |
| Benetti, Thomas 3 | Assist     | 5 Tomassini  |
| Roberts 12        | Rimbalzi   | 10 Martinoni |
| Corbani           | Allenatori | Ramondino    |

| Arbitri: | G. Pepponi (Assisi, PG) M. Pierantozzi (Brescia) A. Chersicla (Milano) |

|             |            |                 |
| Carter 23   | Punti      | 22 Thomas       |
| Carter 7    | Assist     | 2 tre giocatori |
| Basabe 10   | Rimbalzi   | 12 Roberts      |
| Ponticiello | Allenatori | Corbani         |

| Arbitri: | F. Brindisi (Torino) U. Tallon (Motta di Livenza, TV) non associato |

|            |            |              |
| Thomas 32  | Punti      | 28 Olasewere |
| Baldasso 4 | Assist     | 7 Gigli      |
| Roberts 12 | Rimbalzi   | 11 Olasewere |
| Corbani    | Allenatori | Rossi        |

| Arbitri: | S. Ursi (Livorno) D. Maschio (Firenze) A. Valzani (Martina Franca, TA) |

|             |            |                   |
| Keene 28    | Punti      | 24 Thomas         |
| Keene 5     | Assist     | 3 Landi, Baldasso |
| Stephens 10 | Rimbalzi   | 6 Thomas          |
| Paolini     | Allenatori | Bechi             |

| Arbitri: | A. Tirozzi (Napoli) L. Bonfante M. Callea (Sassari) |

|               |            |           |
| Pepe 18       | Punti      | 19 Thomas |
| Evangelisti 5 | Assist     | 3 Chessa  |
| Guariglia 8   | Rimbalzi   | 9 Roberts |
| Ciani         | Allenatori | Bechi     |

| Arbitri: | C. Cappello (Agrigento) M. Marton (Conegliano Veneto, TV) A. Perocco (Treviso) |

|            |            |            |
| Thomas 23  | Punti      | 15 Douvier |
| Baldasso 8 | Assist     | 10 Marino  |
| Roberts 9  | Rimbalzi   | 12 Douvier |
| Bechi      | Allenatori | Vertemati  |

| Arbitri: | G. Pepponi (Assisi, PG) S. Nuara (Genova) A. Azami (Bologna) |

|                 |            |            |
| Ferguson 18     | Punti      | 32 Roberts |
| tre giocatori 3 | Assist     | 5 Chessa   |
| Wheatle 8       | Rimbalzi   | 12 Roberts |
| Carrea          | Allenatori | Bechi      |

| Arbitri: | S. Noce (Latina) N. Beneduce (Caserta) M. Centonza (Chieti) |

|            |            |                  |
| Roberts 23 | Punti      | 18 Deloach, Sims |
| Baldasso 5 | Assist     | 8 Piazza         |
| Roberts 11 | Rimbalzi   | 7 Bonessio       |
| Bechi      | Allenatori | Turchetto        |

| Arbitri: | M. Moretti (Marsciano, PG) P. Pecorella (Trani) E. Gonella (Genova) |

|                       |            |            |
| Ebanks 33             | Punti      | 27 Roberts |
| L. Saccaggi, Turner 5 | Assist     | 5 Thomas   |
| Vildera 6             | Rimbalzi   | 8 Roberts  |
| Mecacci               | Allenatori | Bechi      |

| Arbitri: | A. Costa (Livorno) E. Boscolo (Chioggia, VE) P. Puccini (Genova) |

|            |            |             |
| Roberts 31 | Punti      | 26 Hairston |
| Baldasso 5 | Assist     | 5 Raymond   |
| Landi 10   | Rimbalzi   | 7 Raymond   |
| Bechi      | Allenatori | Gramenzi    |

##### Girone di ritorno
| Arbitri: | S. Ursi (Livorno) non associato L. Solfanelli (Livorno) |

|                   |            |            |
| Zanelli 27        | Punti      | 28 Roberts |
| Zanelli, Raivio 4 | Assist     | 3 Thomas   |
| Mosley 8          | Rimbalzi   | 8 Roberts  |
| Ferrari           | Allenatori | Bechi      |

| Arbitri: | A. Tirozzi (Napoli) C. Di Toro (Roma) A. Valzani (Martina Franca, TA) |

|            |            |           |
| Thomas 19  | Punti      | 21 Pacher |
| Baldasso 6 | Assist     | 4 Rossato |
| Landi 8    | Rimbalzi   | 6 Fabi    |
| Bechi      | Allenatori | Calvani   |

| Arbitri: | F. Terranova (Ragusa) M. Pierantozzi (Brescia) S. Wassermann (Maniago, PN) |

|                         |            |                  |
| Lawrence 18             | Punti      | 20 Thomas        |
| Lawrence, Spizzichini 6 | Assist     | 6 Parente        |
| Ranuzzi 8               | Rimbalzi   | 8 Landi, Roberts |
| Perdichizzi             | Allenatori | Bechi            |

| Arbitri: | G. Gagliardi (Napoli) M. Rudellat (Nuoro) A. Bartolomeo (San Pietro Vernotico, BR) |

|            |            |                    |
| Thomas 25  | Punti      | 21 Jefferson       |
| Baldasso 5 | Assist     | 3 Jefferson, Renzi |
| Roberts 8  | Rimbalzi   | 11 Ganeto          |
|            | Allenatori | Ducarello          |

| Arbitri: | A. Scrima (Catanzaro) A.V. Bramante (Roma) S. Nuara (Genova) |

|            |            |            |
| Johnson 20 | Punti      | 19 Roberts |
| Garri 3    | Assist     | 3 Parente  |
| Sorokas 12 | Rimbalzi   | 11 Roberts |
| Pansa      | Allenatori | Bechi      |

| Arbitri: | E. Boscolo (Chioggia, VE) D. Maschio (Firenze) C. Mottola (Milano) |

|             |            |                   |
| Marciuš 19  | Punti      | 14 Thomas         |
| Sanders 7   | Assist     | 4 Baldasso, Landi |
| Martinoni 8 | Rimbalzi   | 6 Landi, Roberts  |
| Ramondino   | Allenatori | Bechi             |

| Arbitri: | C. Cappello (Agrigento) F. Ferretti (Sant'Omero) M. Callea (Sassari) |

|                  |            |                   |
| A. Thomas 30     | Punti      | 26 Turner         |
| A. Thomas 5      | Assist     | 3 Mascolo, Turner |
| Landi, Roberts 6 | Rimbalzi   | 7 Caruso          |
| Bechi            | Allenatori | Bartocci          |

| Arbitri: | S. Ursi (Livorno) C. Di Toro (Roma) A. Saraceni (Bologna) |

|           |            |                    |
| Hearst 22 | Punti      | 21 Roberts         |
| Gigli 3   | Assist     | 3 cinque giocatori |
| Gigli 9   | Rimbalzi   | 6 Chessa, Roberts  |
| Rossi     | Allenatori | Bechi              |

| Arbitri: | J. Pazzaglia (Cattolica, RN) M. Marton (Conegliano Veneto, TV) L. Maffei (Udine) |

|                    |            |                   |
| Roberts 27         | Punti      | 28 Rullo          |
| Chessa, Baldasso 3 | Assist     | 5 Rullo           |
| Landi 6            | Rimbalzi   | 9 Rullo, Stephens |
| Bucchi             | Allenatori | Paolini           |

| Arbitri: | F. Brindisi (Torino) M. Martellosio (Milano) A. Azami (Bologna) |

|             |            |                  |
| Roberts 25  | Punti      | 17 Evangelisti   |
| Baldasso 10 | Assist     | 3 Williams, Pepe |
| Roberts 10  | Rimbalzi   | 7 Cannon         |
| Bucchi      | Allenatori | Ciani            |

| Arbitri: | N. Beneduce (Caserta) F. Terranova (Ragusa) M. Barbiero (Campobasso) |

|            |            |            |
| Marino 26  | Punti      | 23 Thomas  |
| Marino 7   | Assist     | 9 Baldasso |
| Pecchia 14 | Rimbalzi   | 5 Thomas   |
| Vertemati  | Allenatori | Bucchi     |

| Arbitri: | A. Masi (Firenze) M. Rudellat (Nuoro) D. Maschio (Firenze) |

|                   |            |            |
| Sims 19           | Punti      | 11 Roberts |
| Deloach, Piazza 5 | Assist     | 2 Roberts  |
| Deloach 7         | Rimbalzi   | 9 Roberts  |
| Turchetto         | Allenatori | Bucchi     |

| Arbitri: | E. Bartoli (Trieste) S. Patti (Siracusa) A.V. Bramante (Roma) |

|                 |            |            |
| Landi 19        | Punti      | 26 Kyzlink |
| Baldasso 7      | Assist     | 4 Sandri   |
| Landi, Raucci 6 | Rimbalzi   | 9 Vildera  |
| Bucchi          | Allenatori | Mecacci    |

| Arbitri: | E. Sabetta (Termoli, CB) C. Mottola (Milano) S. Tarascio (Siracusa) |

|           |            |                     |
| Thomas 28 | Punti      | 36 Ferguson         |
| Chessa 7  | Assist     | 3 Uglietti          |
| Thomas 8  | Rimbalzi   | Bowers, Tessitori 5 |
| Bucchi    | Allenatori | Carrea              |

| Arbitri: | A. Tirozzi (Napoli) F. Ferretti (Sant'Omero, TE) P. Pecorella (Trani) |

|            |            |                 |
| Raymond 23 | Punti      | 23 Thomas       |
| Pastore 6  | Assist     | 2 tre giocatori |
| Raymond 11 | Rimbalzi   | 7 Thomas        |
| Gramenzi   | Allenatori | Bucchi          |

#### Play-out

##### Primo turno
| Arbitri: | G. Pepponi (Assisi, PG) F. Terranova (Ragusa) L. Maffei (Udine) |

|                    |            |                |
| Thomas, Roberts 25 | Punti      | 19 Carlino     |
| Baldasso 7         | Assist     | 5 Carlino      |
| Thomas 11          | Rimbalzi   | 7 Carlino      |
| Bucchi             | Allenatori | Di Paolantonio |

| Arbitri: | A. Masi (Firenze) C. Di Toro (Roma) non associato |

|                        |            |            |
| Contento 15            | Punti      | 20 Thomas  |
| Contento, Infante F. 3 | Assist     | 4 Baldasso |
| Ogide 7                | Rimbalzi   | 8 Roberts  |
| Di Paolantonio         | Allenatori | Bucchi     |

| Arbitri: | A. Caforio (Brindisi) D. Maschio (Firenze) D. Foti (Milano) |

|            |            |                |
| Thomas 25  | Punti      | 22 Carlino     |
| Parente 4  | Assist     | 4 Carlino      |
| Roberts 11 | Rimbalzi   | 12 Ogide       |
| Bucchi     | Allenatori | Di Paolantonio |